# Pello Ruiz Cabestany
Pello Ruiz Cabestany (San Sebastián, 17 marzo 1962) è un ex ciclista su strada e pistard spagnolo.
Professionista dal 1984 al 1994, vinse la Vuelta al País Vasco 1985, una tappa al Tour de France 1986 e, complessivamente, tre frazioni alla Vuelta a España, vestendo anche la maglia gialla, simbolo del primato in classifica generale, per sei giorni, uno nel 1990 e cinque nel 1992.

## Carriera
Passato professionista nel 1984, in carriera si è distinto per le buone doti da cronoman e per la capacità di ben figurare nelle classifiche finali dei Grandi Giri, specialmente alla Vuelta a España, in cui, oltre a vincere tre tappe ed indossare la maglia gialla, è entrato in ben quattro occasioni nella top ten della classifica finale.
Nel 1985 raccolse uno dei risultati più importanti della sua carriera vincendo la Vuelta al País Vasco precedendo Greg LeMond e Marino Lejarreta. In carriera ha raccolto successi e molti piazzamenti nelle brevi corse a tappe spagnole; fra i suoi risultati più importanti figurano inoltre il terzo posto al Grand Prix du Midi Libre 1987 e il quinto alla Volta Ciclista a Catalunya nel 1988. Nel 1985 fu anche vicecampione di Spagna dietro José Luis Navarro, mentre il suo miglior risultato in una classica di Coppa del mondo fu il settimo posto alla casalinga Clásica San Sebastián 1994.
In quattro occasioni ha rappresentato la Spagna ai mondiali di ciclismo, nel 1984 partecipando ai mondiali su pista di Barcellona nella corsa a punti e nel 1985, 1986 e 1990 gareggiando nella prova in linea iridata strada.
Terminata la carriera nel ciclismo si è occupato di giornalismo sportivo e nel 1997 ha pubblicato il libro Historias de un ciclista (Storia di un ciclista) che raccoglie la sua carriera e le sue esperienze nel mondo del pedale; inoltre ha lavorato in televisione in qualità di commentatore tecnico per le gare di ciclismo sul canale televisivo Eurosport ed ha anche partecipato a programmi televisivi legati all'avventura, alla montagna, ai viaggi e a vari reality show.
Anche suo fratello Jorge Ruiz Cabestany è stato un ciclista professionista, anche se solo per tre stagioni e con minori risultati.

## Palmares
- 1981 (Dilettanti, una vittoria)

Pentekostes Saria
- 1982 (Dilettanti, due vittorie)

Subida a Gorla
Classifica generale Vuelta a la provincia de Sevilla
8ª tappa, 2ª semitappa Vuelta a Guatemala (Città del Guatemala > Città del Guatemala, cronometro)
11ª tappa Vuelta a Guatemala (Zacapa > Teculután)
- 1983 (Dilettanti, tre vittorie)

Loinatz Proba
Classifica generale Vuelta a Bidasoa
Prologo Grand Prix Tell (cronometro)
- 1984 (Orbea, una vittoria)

3ª tappa Vuelta a la Comunidad Valenciana (Gandia > Vall de Uxo)
- 1985 (Orbea, tre vittoria)

Classifica generale Vuelta al País Vasco
17ª tappa Vuelta a España (Alcala > Henares, cronometro)
5ª tappa Vuelta a Colombia (Cartago > La Victoria)
- 1986 (SEAT-Orbea, quattro vittorie)

Classifica generale Vuelta Tres Cantons
3ª tappa Tour de France (Liévin > Évreux)
3ª tappa Grand Prix du Midi Libre (Lamalou les Bains Saint-Affrique)
5ª tappa, 2ª semitappa Volta Ciclista a Catalunya (Vic > Manresa)
- 1987 (SEAT-Orbea, sei vittorie)

Grande Premio Caboalles de Abajo
Trofeo Luis Puig
Gran Premio de Llodio
5ª tappa Vuelta Ciclista a Murcia (Mazarrón > Caravaca de la Cruz)
7ª tappa Vuelta Ciclista a Murcia (Murcia > Murcia)
Classifica generale Vuelta Ciclista a Murcia
2ª tappa Vuelta a Castilla y León (Salamanca > Salamanca)
- 1988 (KAS, una vittoria)

6ª tappa Tour Méditerranéen (La Seyne > Marsiglia)
- 1989 (ONCE, due vittorie)

5ª tappa, 2ª semitappa Vuelta a la Comunidad Valenciana (Nules > Nules, cronometro)
Classifica generale Vuelta a la Comunidad Valenciana
- 1990 (ONCE, due vittorie)

Prologo Vuelta a España (Benicasim > Benicasim, cronometro)
20ª tappa Vuelta a España (Saragozza > Saragozza, cronometro)
- 1993 (Gatorade, una vittoria)

3ª tappa Euskal Bizikleta (Estella Lizarra > Segura)

### Altri successi
- 1984 (Orbea, tre vittorie)

Classifica scalatori Vuelta Ciclista a la Rioja
Donostia/San Sebastían (criterium)
Zumárraga (criterium)
- 1985 (Orbea, una vittoria)

Tarrasa (criterum)
- 1986 (SEAT-Orbea, una vittoria)

Premio cordialità Tour de France
- 1990 (ONCE, una vittoria)

Murcia (criterium)
- 1992 (Gatorade, una vittoria)

2ª tappa, 2ª semitappa Vuelta a España (Arcos de la Frontera > Jerez de la Frontera, cronosquadre)
- 1993 (Gatorade, una vittoria)

Hospitalet de Llobregat (criterium)

## Piazzamenti

### Grandi Giri
- Giro d'Italia

1993: ritirato (alla ?ª tappa)
- Tour de France

1985: 54º
1986: 36º
1987: ritirato (alla ?ª tappa)
1990: 12º
1991: 33º
1992: 72º
- Vuelta a España

1984: 15º
1985: 4º
1986: 6º
1987: ritirato (alla ?ª tappa)
1988: 23º
1989: 17º
1990: 4º
1991: 6º
1992: 12º
1993: 30º

### Classiche monumento
- Milano-Sanremo

1991: 24º
- Giro delle Fiandre

1992: 85º
- Parigi-Roubaix

1987: 24º
1988: 13º
1989: 51º
1993: 21º
- Liegi-Bastogne-Liegi

1988: 45º
1991: 56º
1993: 57º

### Competizioni mondiali
- Campionato del mondo su strada

Giavera del Montello 1985 - In linea: 27º
Colorado Springs 1986 - In linea: 11º
Utsunomiya 1990 - In linea: 15º
- Campionato del mondo su pista

Barcellona 1984 - Corsa a punti: 8º